# ليثل إينفورسرس (لعبة فيديو)
ليثل إيفورسرس (بالإنجليزية:Lethal Enforcers) (باليابانية:リーサルエンフォーサーズ) هي لعبة إلكترونية من نوع إطلاق النار ، أنتجت سنة 1992م ، من إنتاج شركة كونامي اليابانية ، وتعمل على عدة أنظمة ألعاب فيديو في فترة التسعينات من القرن العشرين ، ومنها : سيجا ميجا درايف وسوبر نينتندو إنترتينمنت سيستم وبلاي ستيشن.
كما ظهرت لعبة ليثل إينفورسرس 2 : غان فايترز ، عام 1994.

## قصة
في مدينة إلينوي بولاية شيكاغو الأمريكية ، يقوم بطل اللعبة لمطاردة المجرمين في أماكن عدة ، ومن أبرز مراحل اللعبة ، قتل المجرمين في البنك والقضاء على المسلحين وادخال مصانع العدو ممن يملكون تقنية خطرة تهدد حياة سكان شيكاغو.

## مميزات اللعبة
تتميز اللعبة بحمل مسدس أو بندق أو رشاش لقتل الخصوم في لعبة التصويب ، بالإضافة إلى ظهور سيارة كابريس أثناء المطاردة ، إضافة إلى شحن الرصاص أثناء اللعبة لتسهيل قتل الخصوم.

## وصلات خارجية
- ScrewAttack.com's review of Lethal Enforcers